# With Our King and Queen Through India
With Our King and Queen Through India er en britisk stumfilm fra 1912.